# Mk50 (魚雷)
Mk.50は、アメリカ海軍が開発したMk.46の後継短魚雷。1992年から実戦配備がなされている。

## 概要
1970年代においてアメリカ海軍は、航空機搭載用およびアスロック対潜ミサイルの弾頭である対潜水艦誘導魚雷として、Mk.46魚雷を使用していた。しかし、最大速力が40ノットを超えるアルファ型原子力潜水艦に対しては速力が不足しており、攻撃に際しては能力不足が予想された。そのため、より高速かつ深々度で航走できる短魚雷として、発達型短魚雷（ALWT：advanced lightweight torpedo）の名称で、1983年から開発が開始された。開発は1992年に終了し、すぐに実戦配備がなされている。
外形は、円筒状の胴体に小型の4枚のフィンが付くという標準的なものであるが、エンジンおよび弾頭は新機軸のものが採用されている。エンジンは、保管化学エネルギー推進システム（Stored Chemical Energy Propulsion System：SCEPS）と呼ばれるもので、閉サイクル蒸気タービンである。液体金属燃料のリチウムと六フッ化硫黄を閉鎖空間で燃焼させることにより、魚雷外への排気を不要としている。深海においては水圧により、排気が困難であり、排気が不要な閉サイクルシステムが必要であった。さらに、弾頭にはHEATが使われており、潜水艦の強固な耐圧船殻を破壊できるようになっている。
なお、海上自衛隊が採用した日本製の97式魚雷も同程度の性能と互換性を有する。
価格が高価であることから、Mk.46のエンジンと、Mk.50の弾頭を組み合わせた比較的安価なMk.54も開発・配備されている。